# Брюс, Марджори
Марджори Брюс или Маргарита Брюс (англ. Marjorie Bruce, ок. 1296/1297 — 2 марта 1316) — старшая дочь короля Роберта I Шотландского, от его первой супруги Изабеллы Марской.

## Биография

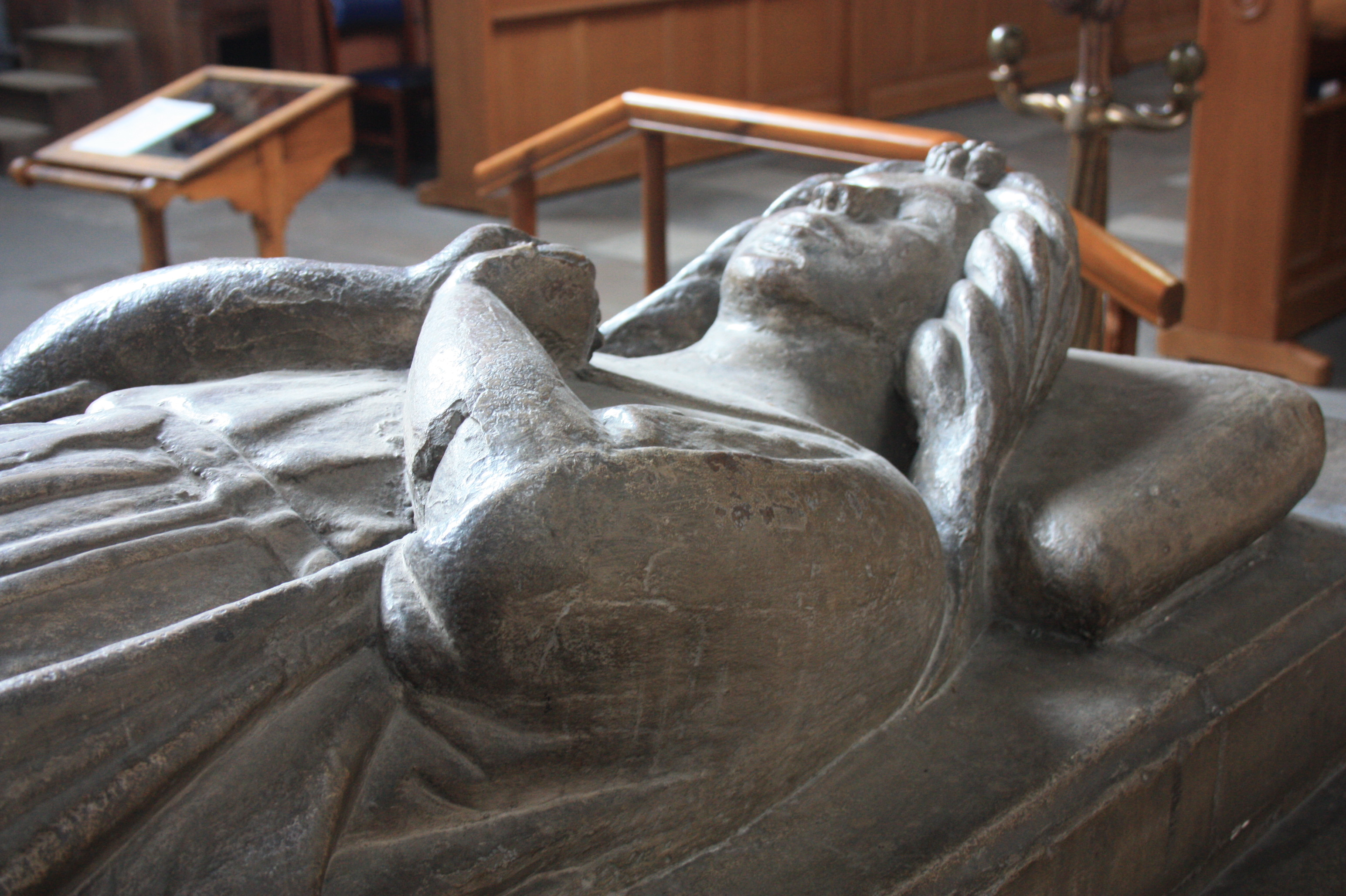
Надгробие принцессы со скульптурным портретом

Её дедом был Роберт Брюс, 6-й лорд Аннандейл, а бабкой Марджори Каррик, 3-я графиня Каррик.
В 1302 году её отец вторично женился на Елизавете де Бург. Они были коронованы в Скуне, 27 марта 1306 года. Коронация происходила во время войн за независимость Шотландии против Эдуарда I Английского.
В конце июня 1306 года королева Елизавета, 9-летняя леди Марджори, две сестры короля и Изабелла МакДуфф, графиня Бухана, были взяты в плен Уильямом II, графом Росса, и отправлены в Англию. Королеву Елизавету держали в одном из поместий в Йоркшире. Юная Марджори и её тетка Кристина Ситон были отосланы в различные монастыри, тогда как другая её тетка, Мария, и графиня Бухана первые несколько лет своего заточения содержались в железных клетках. Кристофер Ситон, супруг Кристины и убийца Роберта Комина, был казнен. Эдуард I хотел посадить и Марджори в клетку, но переменил своё решение. Английский король скончался 7 июля 1307 года. Ему наследовал его сын Эдуард II Английский, который продолжал держать Марджори в плену следующие семь лет. Она была освобождена около 1314 года, возможно будучи обменена на английских аристократов, которые были схвачены после битвы при Баннокберне (23 июня — 24 июня 1314 года).
Уолтер Стюарт, 6-й Верховный Стюард Шотландии, прославил себя в этой битве и был награждён рукой юной принцессы Шотландии. Её приданое включало в себя баронство Батгейт в западном Лотиане.
Спустя два года Марджори совершала конную прогулку неподалёку от Пайсли, в Ренфрушире, будучи на сносях. Её лошадь испугалась и сбросила всадницу на землю. У принцессы начались преждевременные роды, во время которых она произвела на свет своего единственного ребёнка Роберта.
Насыпь из камней отмечает место, где Марджори упала со своей лошади. Она находится на пересечении дорог из Ренфру и Дундональда.
Марджори прожила всего несколько часов после родов. Её сын наследовал своему бездетному дяде Давиду II Шотландскому в 1371 году как король Шотландии.
Её потомки включают в себя династию Стюартов и всех их потомков — наследников корон Шотландии и Великобритании.